# 高加索蜂
高加索蜂（Apis mellifera caucasica）是西方蜜蜂的一个亚种，原产于高加索中部的山谷中。有黄色和灰色两种。吻长，性温和。是生产蜂胶的优良品种。中国北方有引进饲养。